# NGC 6567
NGC 6567 – mgławica planetarna położona w gwiazdozbiorze Strzelca. Została odkryta 18 sierpnia 1882 roku przez Edwarda Pickeringa.